# Nikolai Ryzhkov

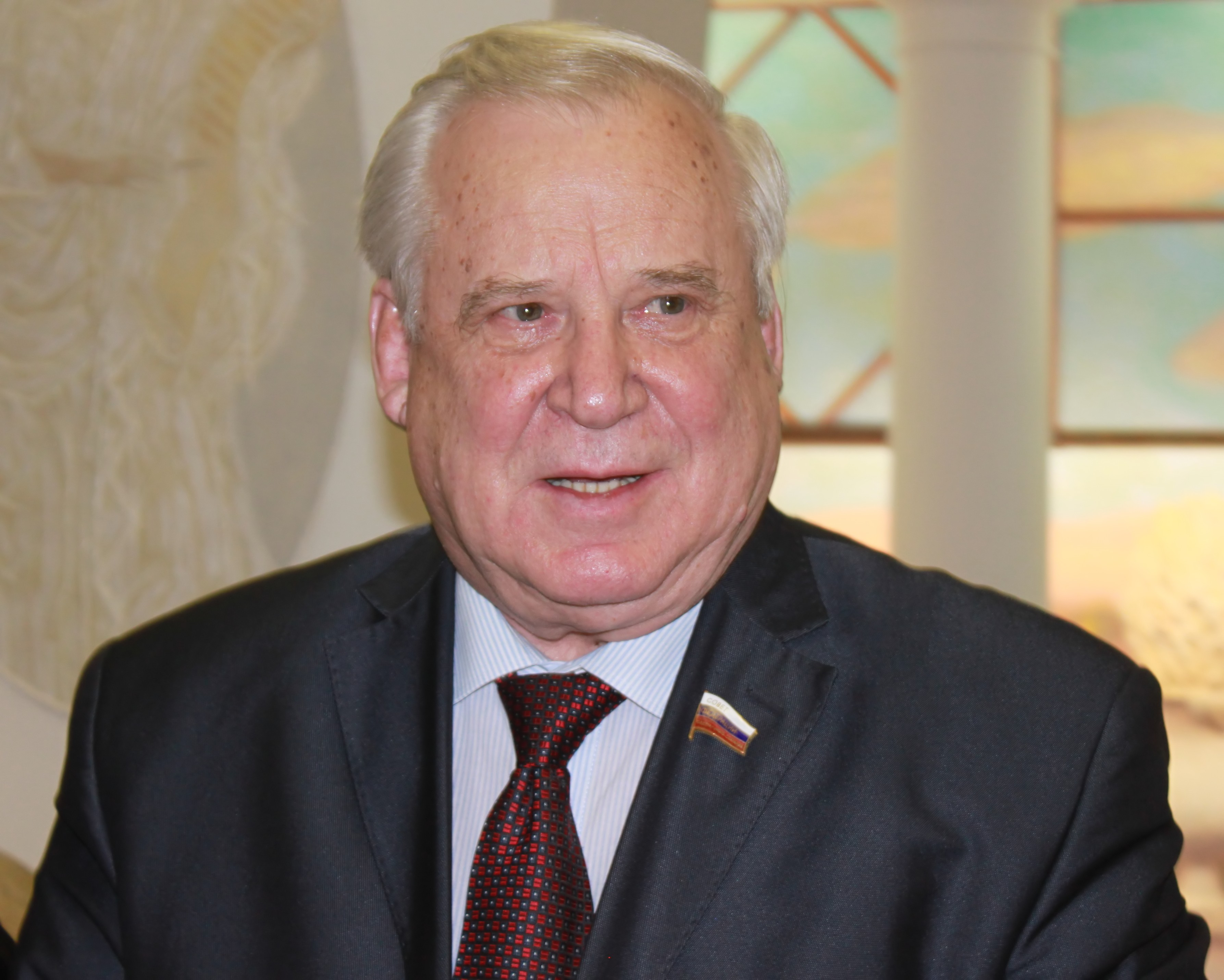
Ryzhkov em 27 de novembro de 2009

Nikolai Ivanovich Ryzhkov (em russo: Николай Иванович Рыжков; Ucraniano: Микола Іванович Рижков; 28 de setembro de 1929 – 28 de fevereiro de 2024) foi um político russo. 

## Carreira
Ele serviu como o último presidente do Conselho de Ministros soviético (o cargo foi abolido e substituído pelo de primeiro-ministro em 1991). Responsável pela administração cultural e econômica da União Soviética durante a era Gorbachev, Ryzhkov foi sucedido como premiê por Valentin Pavlov em 1991. No mesmo ano, ele perdeu seu assento no Conselho Presidencial, tornando-se o principal adversário de Boris Yeltsin nas eleições presidenciais de 1991 da República Socialista Federativa Soviética da Rússia (RSFSR). Ele também foi o último premiê sobrevivente da União Soviética, após a morte de Ivan Silayev em 8 de fevereiro de 2023.
Ryzhkov nasceu na cidade de Shcherbynivka, República Socialista Soviética da Ucrânia (atual Toretsk, Ucrânia) em 1929. Depois de se formar em 1959, ele trabalhou primeiro na indústria local antes de ser transferido para o governo na década de 1970, subindo na hierarquia dos ministérios industriais soviéticos. Foi nomeado Primeiro Vice-Presidente da Comissão de Planejamento do Estado em 1979. Após a renúncia de Nikolai Tikhonov como presidente do Conselho de Ministros, Ryzhkov foi eleito para o cargo em seu lugar. Durante seu mandato, ele apoiou a reforma da economia soviética de Mikhail Gorbachev na década de 1980.
Eleito para a Duma Estatal da Federação Russa em dezembro de 1995 como independente, Ryzhkov posteriormente liderou o bloco Poder ao Povo, tornando-se mais tarde o líder formal da União Patriótica Popular da Rússia ao lado de Gennady Zyuganov, que era um líder não oficial. Em 17 de setembro de 2003, renunciou ao seu assento na Duma e tornou-se membro do Conselho da Federação, que ocupou até se aposentar em 2023.